# Pfarrhaus (Niederachen)

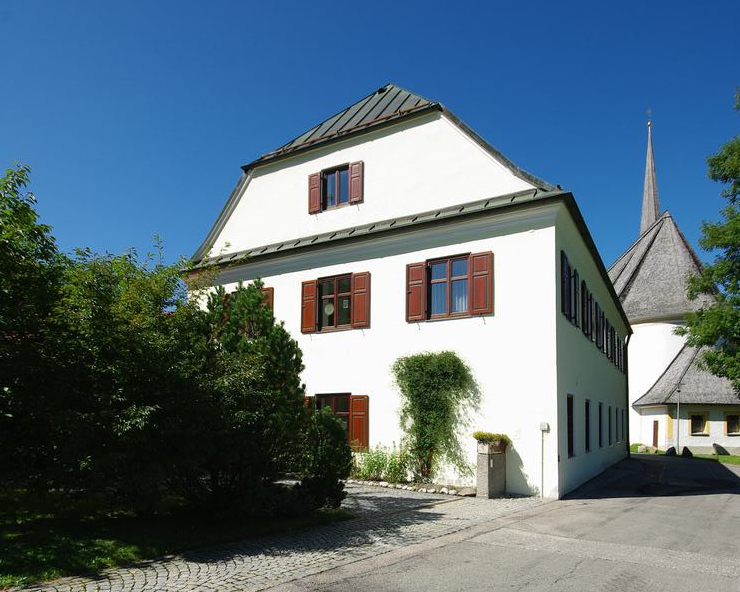
Ehemaliges Pfarrhaus in Niederachen, im Hintergrund die Kirche Mariä Himmelfahrt

Das Pfarrhaus in Niederachen, einem Gemeindeteil von Inzell im oberbayerischen Landkreis Traunstein, wurde 1811 unter Verwendung von Baumaterial des Vorgängergebäudes errichtet. Das ehemalige Pfarrhaus, an der Abt-Johannes-Höck-Straße 6 gegenüber der Filialkirche Mariä Himmelfahrt gelegen, ist ein geschütztes Baudenkmal.
Der massive Bau mit Halbwalmdach besitzt drei zu sechs Fensterachsen. Er wurde 1964 im Innern vollständig erneuert.
Das ehemalige Pfarrhaus wird heute als Erholungsheim genutzt.